# SPG dystrykt
SPG dystrykt – pierwszy album studyjny polskiego rapera Nullo, członka zespołu Trzeci Wymiar. Wydawnictwo ukazało się 15 grudnia 2012 roku nakładem wytwórni muzycznej Labirynt Records. Materiał wyprodukowali Donatan, DJ Creon, Nullo, Defekt Muzgó, DJ Kut-O, Szur, Tyran, L.A. (White House), Maciej Kozak, Nietoperz oraz Wojciech Hunek. Gościnnie w nagraniach wzięli udział: Pork, Szad, Defekt Muzgó, Massey, Carbonville oraz 11 raperów związanych z SPG: Klif, Hary, K-Fka, Emate, Kaes, Maro, Martin, Arkanoid, Szachu, Hany, FaF.

## Lista utworów
Opracowano na podstawie materiału źródłowego.
| #   | Tytuł                                                                                                  | Producent                                         | Cuty                    | Czas  |
| --- | --- | ------------------------------------------------- | ----------------------- | ----- |
| 01. | „Wzór” (Prolog)                                                                                        | Szur                                              | DJ Creon                | 4:40  |
| 02. | „Skreślili nas”                                                                                        | Donatan                                           | –                       | 4:26  |
| 03. | „GPS”                                                                                                  | DJ Creon                                          | DJ Creon                | 5:23  |
| 04. | „To nasza kultura” (gościnnie: Defekt Muzgó)                                                           | Nullo, Defekt Muzgó                               | –                       | 4:27  |
| 05. | „Epitafium” (gościnnie: Maciej Kozak)                                                                  | DJ Creon, Maciej Kozak                            | –                       | 3:46  |
| 06. | „Słowa są zbędne”                                                                                      | Nullo, DJ Creon                                   | –                       | 2:20  |
| 07. | „Nostalgia” (gościnnie: Arkanoid)                                                                      | Donatan                                           | DJ Element              | 4:04  |
| 08. | „Basketball 2” (gościnnie: Massey)                                                                     | Donatan                                           | DJ Element, DJ BeNtheDj | 4:21  |
| 09. | „Fuck Propaganda” (gościnnie: Carbonville)                                                             | Nietoperz, Wojciech Hunek (Carbonville)           | DJ Creon                | 4:47  |
| 10. | „10 minut bragga”                                                                                      | Tyran, L.A (White House), DJ Creon, Szur, Donatan | DJ Element, DJ Qmak     | 10:02 |
| 11. | „Od nałogu do nałogu” (gościnnie: Pork, Szad)                                                          | DJ Creon, Maciej Kozak                            | DJ Creon                | 4:30  |
| 12. | „12 rapostołów” (gościnnie: Klif, Hary, K-Fka, Emate, Kaes, Maro, Martin, Arkanoid, Szachu, Hany, FaF) | Donatan                                           | –                       | 5:12  |
| 13. | „Chyba ją znałem”                                                                                      | Tyran, DJ Creon                                   | –                       | 4:23  |
| 14. | „Nie mogę tak żyć”                                                                                     | DJ Kut-O                                          | –                       | 3:50  |
| 15. | „Wynik” (Epilog)                                                                                       | Tyran                                             | –                       | 3:23  |